# Clathria toxistricta
Clathria toxistricta är en svampdjursart som beskrevs av Topsent 1925. Clathria toxistricta ingår i släktet Clathria och familjen Microcionidae. Inga underarter finns listade i Catalogue of Life.